# IC 3551
IC 3551 — галактика типу GxyP (частина галактики) у сузір'ї Волосся Вероніки.
Цей об'єкт міститься в оригінальній редакції індексного каталогу.